# Heksapropimat
Heksapropimat – organiczny związek chemiczny wykazujący działanie sedatywne, stosowany w latach 60. i 70. XX wieku jako lek nasenny. W następnych dekadach został zastąpiony lekami o wyższym profilu bezpieczeństwa.